# فریتز کریک، آلاسکا
فریتز کریک (به انگلیسی: Fritz Creek) شهری در بخش شبه‌جزیره کنای ایالت آلاسکا است که جمعیت آن در سرشماری سال ۲۰۰۰ میلادی ۱۶۰۳ نفر بوده‌است.